# Athetis fasciata
Athetis fasciata là một loài bướm đêm trong họ Noctuidae.